# Kronobergs regemente

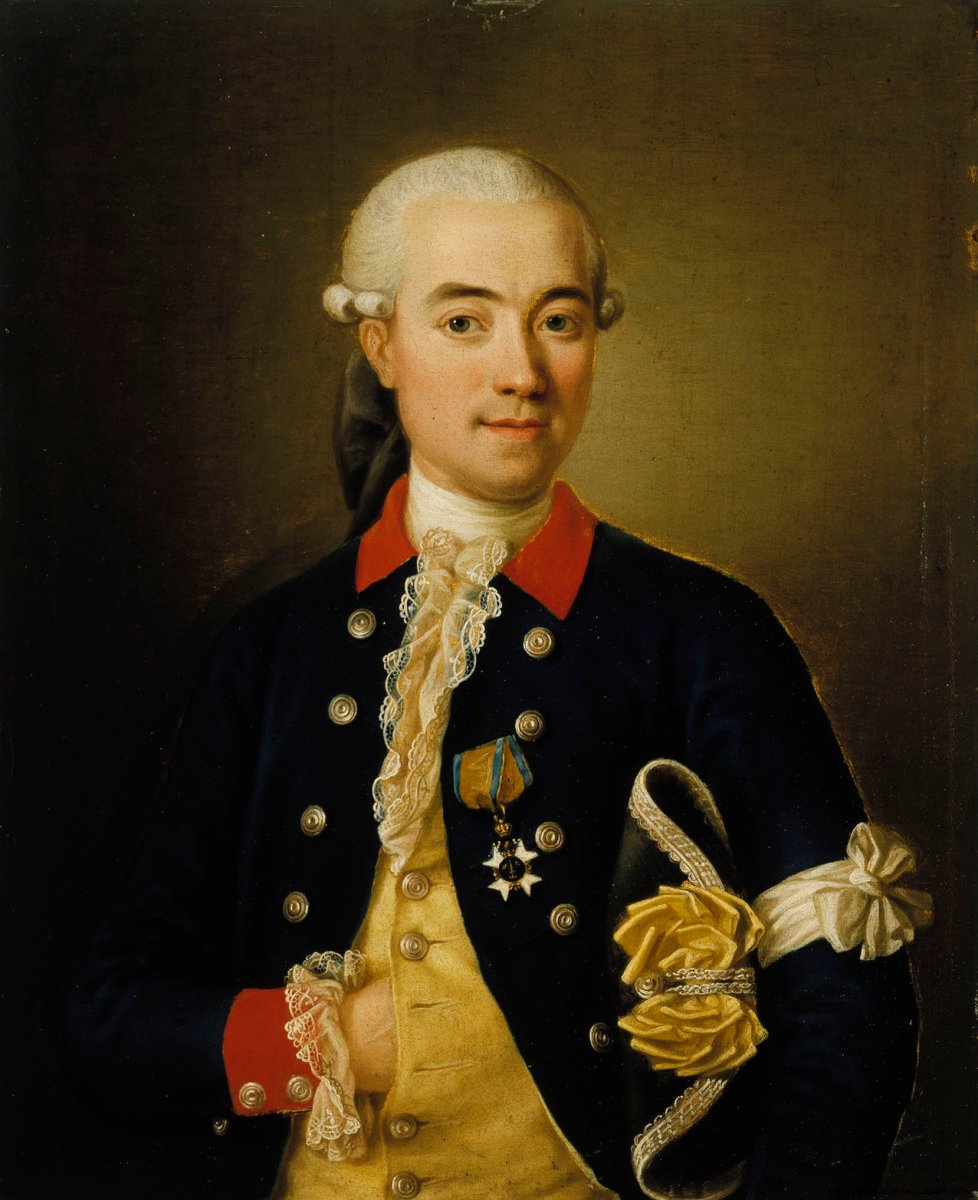
Porträtt av kapten Carl Adolf Möllerswärd iklädd regementets uniform m/1765. Runt armen syns den vita armbindeln som blev en del av den svenska officersuniformen efter Gustav III:s statsvälvning den 19 augusti 1772. På bröstet bär han dessutom Svärdsorden. Målning från 1775 av Ulrika Pasch.

Kronobergs regemente (I 11/Fo 16) var ett infanteriförband inom svenska armén som verkade i olika former åren 1623–1997. Förbandsledningen var förlagd i Växjö garnison i Växjö.

## Historia

### Bildandet
Regementet har sitt ursprung i de fänikor som sattes upp i Kronobergs län på 1500-talet. År 1616 organiserades dessa enheter tillsammans med andra från närliggande Kalmar län av Gustav II Adolf och bildade Smålands storregemente där tolv av totalt 24 kompanier rekryterades i Kronobergs län. Smålands storregemente bestod av tre fältregementetn där Kronobergs regemente var ett. Någon gång runt 1623 splittrades storregementet permanent och bildade tre mindre regementen där Kronobergs regemente var ett. Ett troligt datum för bildandet av regementet är den 16 april 1623. I 1634 års regeringsform fastställdes den svenska regementetsindelningen, där det angavs att armén skulle bestå av 28 regementen till häst och fot, med fördelningen av åtta till häst och 20 till fot. De indelta och roterande regementena namngavs efter län eller landskap, medan de värvade regementena uppkallades efter sin chef. Regeringsformen angav Kronobergs regemente och Jönköpings regemente som det femte i ordningen. Dock blev det ett nummer som aldrig användes, annat än för att ange regementets plats, enligt den då gällande rangordning. Att det tillsammans med Jönköpings regemente nämndes som det femte i ordningen, berodde att det var ett av två som skulle sättas samman för att bilda Smålands regemente. Dock kom aldrig det regementet att bildas och istället behölls Kronobergs regemente och Jönköpings regemente separata.

### Stora nordiska kriget
Regementet deltog 1709 i slaget vid Poltava där det led stora förluster och den 1 juli 1709 föll hela regementet i fångenskap i samband med Kapitulationen vid Perevolotjna. Kronobergs regemente återuppsattes i Sverige samma år.

### Rangordningen
Den rangordning som hade fastställts i 1634 års regeringsform började halta och skapa luckor efter freden i Fredrikshamn den 17 september 1809, då Finland tillföll Ryssland och de svenska regementen i Finland upplöstes. Därmed fanns det ett behov med att skapa ett nytt system. Under kronprins Karl Johans tid infördes 1816 ett nytt numreringssystem, där de svenska regementena genom en generalorder den 26 mars 1816 tillfördes ett officiellt ordningsnummer, till exempel № 11 Kronobergs regemente. Till grund för numreringen låg inte bara ett regementes status, utan också de svenska landskapens inbördes ordning, samt att Svealand, Götaland och Norrland skulle varvas. De lägsta ordningsnumren tilldelades "liv- och hus- trupperna". Dessa nummer hade dock ingenting med rangordningen att göra, vilket bland annat framgår av gamla förteckningar där infanteri- och kavalleriförband är blandade just med hänsyn till rang och värdighet.

### Ordningsnumret
I samband med 1914 års härordning justerades 1914 samtliga ordningsnummer inom armén. För till exempel Kronobergs regemente innebar det att regementet blev tilldelad beteckningen I 11. Justeringen av beteckningen gjordes för att särskilja regementen och kårer mellan truppslagen. Det med bakgrund till att namn och nummer som till exempel № 3 Livregementets grenadjärkår och № 3 Livregementets husarkår kunde förefalla egendomliga för den som inte kände till att förbanden ifråga tillhörde skilda truppslag.

### 1925 års försvarsbeslut
Regementet klarade sig från avvecklingen genom försvarsbeslutet 1925 men regementet reducerades med en infanteribataljon och tillfördes en bataljon från Karlskrona grenadjärregemente i Karlskrona. Regementet kom därav från den 1 januari 1928 att bestå av två infanteribataljoner och en fästningsbataljon. Genom försvarsbeslutet 1936 upplöstes och avvecklades dock fästningsbataljonen den 30 september 1939.

### OLLI-reformen
I samband med OLLI-reformen, vilken genomfördes inom försvaret åren 1973–1975, föreslogs att Kalmar/Växjö försvarsområde (Fo 18/16) med stab i Kalmar skulle delas i tre försvarsområden, Kronobergs försvarsområde (Fo 16), Jönköpings försvarsområde (Fo 17) och Kalmar försvarsområde (Fo 18). Dock kom staben för Kalmar försvarsområde bli gemensam med staben för Kronobergs försvarsområde. Dessa två försvarsområdesstaber sammanslogs med Kronobergs regemente, vilket från den 1 juli 1974 bildade försvarsområdesregementet I 11/Fo 16/18. Detta medförde att Kronobergs regemente blev ett A-förband (försvarsområdesregemente). Inom Kronobergs försvarsområde var Kronobergs regemente ensamt förband. Inom ett försvarsområde tillfördes A-förbanden det samlade mobiliserings- och materialansvaret och B-förband svarade endast som ett utbildningsförband.

### 1974 års regeringsform
I samband med att 1974 års regeringsform trädde i kraft den 1 januari 1975, ändrades namnet från Kungliga Bergslagens artilleriregemente till enbart Bergslagens artilleriregemente. Samtidigt fråntogs Konungen den formella rollen som högste befälhavare för krigsmakten, vilket även kom att gälla rollen som förbandschef över gardesförbanden.

### Försvarsbesluten
Genom försvarsutredning 88 stod det klart att fyra brigadproducerande regementen skulle avvecklas. Bakgrunden var att de ekonomiska problem som uppkommit inom försvaret under 1970-talet och 1980-talet kvarstod och inte löstes i samband med försvarsbeslutet 1987. Därav begärde Regeringen Carlsson I en ny utredning från överbefälhavaren Bengt Gustafsson, Försvarsutredning 88 (FU 88), om arméns utveckling. Utredningen ledde till att Riksdagen i december 1989 beslutade att armén från den 1 juli 1992 skulle bestå av 18 brigader (en minskning med 11 brigader). I valet av vilka brigadproducerande regementen som skulle avvecklas ställdes hela tio regementen mot varandra: Värmlands regemente (I 2/Fo 52) i Karlstad, Livregementets grenadjärer (I 3/Fo 51) i Örebro, Livgrenadjärregementet (I 4/Fo 41) i Linköping, Kronobergs regemente (I 11/Fo 16/18) i Växjö, Norra Smålands regemente (I 12/Fo 17) i Eksjö, Hälsinge regemente (I 14/Fo 21) i Gävle, Älvsborgs regemente (I 15/Fo 34) i Borås, Hallands regemente (I 16/Fo3l) i Halmstad, Bohusläns regemente (I 17) i Uddevalla och Norra skånska regementet (P 6/Fo 14) i Kristianstad.
I den första samlade bedömningen ansågs Livgrenadjärregementet (I 4/Fo 41), Kronobergs regemente (I 11/Fo 16/18) och Älvsborgs regemente (I 15/Fo 34) ha de bästa förutsättningarna för att utbilda två brigader samt att utbilda mekaniserade brigader men där Livgrenadjärregementet och Norra Smålands regemente ansågs ha de bästa övningsmöjligheterna med andra truppslag genom de garnisonsfördelar respektive regemente hade genom andra förband inom garnisonsorten. I den process som följde ställdes regementen inom militärområdena mot varandra. Inom Södra militärområdet ställde Kronobergs regemente (I 11/Fo 16/18) mot Norra Smålands regemente (I 12/Fo 17). Då regeringen ansåg att Norra Smålands regemente hade goda samövnings- och samträningsmöjligheter inom Eksjö garnison föreslogs en avveckling av Kronobergs regemente (I 11/Fo 16/18) som utgjorde en solitär i Växjö. Kvar i Växjö skulle en försvarsområdesmyndighet organiseras. Avvecklingen av grundutbildningen i Växjö skulle vara helt genomförd den 30 juni 1992. Vidare kom försvarsområdesstaben för Kalmar försvarsområde avskiljas från regementet och bildade en egen stab i Kalmar den 1 juli 1990.
Den 1 juli 1992 antog regementet en ny form, i form av en försvarsområdesmyndighet ledd av en försvarsområdesbefälhavare. Regementet fråntogs numreringen I 11 och kom endast att bära beteckningen Fo 16. Genom försvarsbeslutet 1992 återfick regementet beteckningen I 11. Detta då samtliga försvarsområdesregementen avskildes från brigaden och antog den 1 juli 1994 samma organisation som Kronobergs regemente.
Inför försvarsbeslutet 1996 föreslogs en ny försvarsområdesindelning, vilket innebar att tre försvarsområdesstaber inom Södra militärområdet (Milo S) skulle avvecklas senast den 31 december 1997. De tre staber som föreslogs för avveckling återfanns i Kalmar, Växjö och Ystad. Gällande staberna i Växjö och Kalmar föreslogs att de tillsammans med staben i Eksjö skulle bilda ett gemensamt försvarsområde. Regementet höll sin avvecklingsceremoni den 24 augusti 1997 och avvecklades officiellt den 31 december 1997. Från den 1 januari 1998 kom Kronobergs försvarsområde (Fo 16) att integreras i Jönköpings försvarsområde (Fo 17), som antog namnet Smålands försvarsområde (Fo 17). Som stöd till hemvärn och frivilligverksamheten inom före detta Kronobergs försvarsområde bildades försvarsområdesgruppen Kronobergsgruppen.

## Ingående enheter
Genom 1901 års härordning fastställdes att tillgång till trupp skulle regleras genom allmän värnplikt, vilket bland annat resulterade i att infanteriregementena utökades med en bataljon och kom att omfatta tre infanteribataljoner. I samband med krigsutbrottet 1914 fastställdes försvarsbeslutet 1914, vilket bland annat medförde att linjeregementet I 11 organiserades och mobiliserades. I likhet med övriga infanteriregementen skulle också ett reservregemente sättas upp, dock kom dessa aldrig att mobiliseras. Vidare infördes en brigadorganisation inom armén, där två infanteriregementen bildade en brigad. I 11 tillsammans med I 16 bildade 1. infanteribrigaden, ingående i I. arméfördelningen. Genom försvarsbeslutet 1925 reducerades försvaret kraftigt. Bland annat så utgick reservregementena samt att antalet arméfördelningar reduceras med två. Vidare reducerades samtliga infanteriregementen med en bataljon och kom att från den 1 januari 1928 bestå av två infanteribataljoner. De tidigare linjeregemente ersattes samtidigt med begreppet fältregemente. Som en följd av försvarsnedskärningarna under slutet av 1920-talet, kunde regementet vid krigsutbrottet 1939 endast mönstra två bataljoner, dock var dessa inte helt fulltaliga eller rustade. I den nya organisationen kom regementet underställas chefen för Södra arméfördelningen. Genom försvarsbeslutet 1942 stärktes dock försvarets krigsorganisation, vilket bland annat medförde att infanteriregementena tillfördes en tredje bataljon, samt att i stort sett samtliga kom att sätta upp två fältregementen. Dels det ordinarie regementet, men sen ett helt nytt som blev ett så kallat dubbleringsregemente. Dubbleringsregementet erhöll det ordinarie regementets nummer plus 30. Det vill säga fältregementetna numrerades som i Kronobergs regementes fall, I 11 och I 41. Det fredstida regementet betecknades som I 11 depå, för att särskilja det från krigsförbanden. Genom försvarsbeslutet 1948 kom fältregementena att omorganiseras till brigader. Brigaderna var avsedda att ingå i 13. arméfördelningen och utgångsgrupperas på Skånes östkust respektive i västra Blekinge.

### 1.infanteribrigaden
1. infanteribrigaden var en infanteribrigad inom I. arméfördelningen som verkade åren 1915–1927 och bestod av Kronobergs regemente och Hallands regemente.

### Fästningsbataljonen

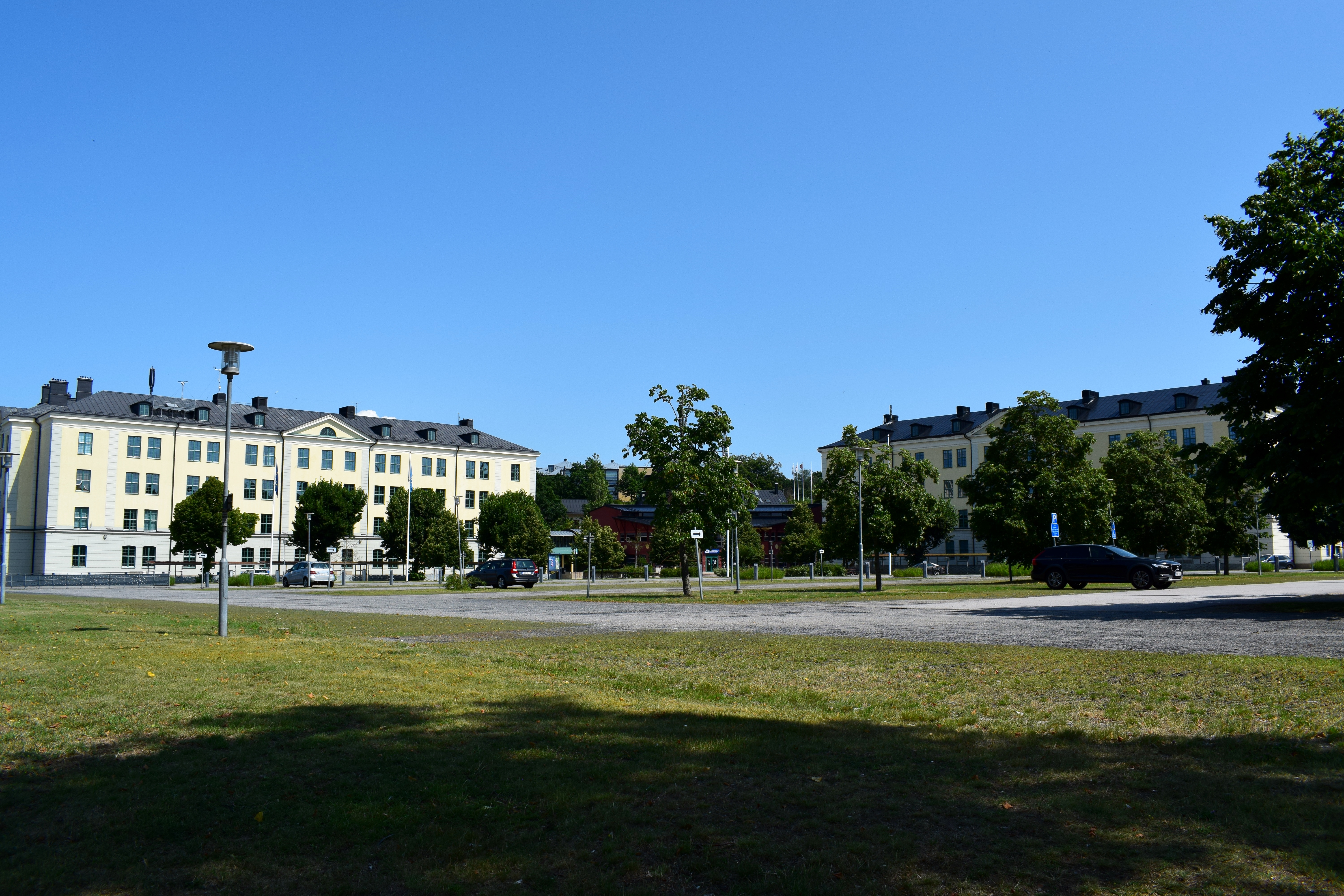
Norra och östra kasernen vid fästningsbataljonens kasernetablissementet i Gräsvik.

Kronobergs regementes detachement i Karlskrona (I 11 K) bildades den 1 januari 1928 som regementets tredje bataljon genom att Karlskrona grenadjärregemente (I 7) efter 1925 års försvarsbeslut uppgick i Kronobergs regemente och bildade dess tredje bataljon. Bataljonen fick namnet Kronobergs regementes detachement (fästningsbataljon) i Karlskrona (I 11 K) och hade sin förläggning i Gräsvik i Karlskrona garnison. Genom 1936 års försvarsbeslut avvecklades bataljonen den 30 september 1939 och dess förläggning i Gräsvik övertogs den 22 augusti 1943 av Karlskrona kustartilleriregemente (KA 2).

### Kronobergs försvarsområde
Kronobergs försvarsområde (Fo 16) bildades den 1 oktober 1942 och hade sin stab lokaliserad inledningsvis Växjö garnison och omfattade geografiskt hela Kronobergs län. Från den 1 januari 1947 var staben gemensam med Kalmar försvarsområde (Fo 18). I samband med OLLI-reformen den 1 juli 1974 fick Kronobergs försvarsområde gemensam stab med Kronobergs regemente. Kronobergs försvarsområde upplöstes och avvecklades tillsammans med regementet den 31 december 1997.

### Kronobergsbrigaden
Kronobergsbrigaden (IB 11) bildades 1949 genom att fältregementet Kronobergs regemente (I 11) omorganiserades till brigad. Genom försvarsbeslutet 1972 kom brigaden kom att bli Kronobergs regementes huvud- och anfallsbrigad, då den antogs till brigadorganisationen IB 77. Brigaden upplöstes och avvecklades 1993. En av brigadens tre brigadskyttebataljoner överfördes då till Kalmarbrigaden (IB 42), för att där utgöra den fjärde brigadskyttebataljonen.

### Blekingebrigaden
Blekingebrigaden (IB 41) eller Blekingebrigaden – Smålands grenadjärer, bildades 1949 genom att fältregementet Blekinge regemente (I 41) omorganiserades till brigad. Genom försvarsbeslutet 1972 kom brigaden att bli Kronobergs regementes sekundära brigad. Brigaden kom att upplösas 1991 i samband med försvarsutredning 1988, där det beslutades att samtliga brigader organiserade efter förbandstypen IB 66M skulle avvecklas senast den 30 juni 1992.

### Kompanier
| 1684(?) 1. Livkompaniet 2. Överstelöjtnantens kompani 3. Majorens kompani 4. Allbo kompani 5. Norra Sunnerbo kompani 6. Norrvidinge kompani 7. Kinnevalds kompani 8. Södra Sunnerbo kompani | 18?? 1. Livkompaniet 2. Skatelövs kompani 3. Kinnevalds kompani 4. Norrvidinge kompani 5. Ljungby kompani 6. Södra Sunnerbo kompani 7. Allbo kompani 8. Norra Sunnerbo kompani | 1992 1. Livkompaniet 2. Östra Allbo kompani 3. Kinnevalds kompani 4. Norrvidinge kompani 5. Ljungby kompani 6. Södra Sunnerbo kompani 7. Västra Allbo kompani 8. Norra Sunnerbo kompani 9. Depåkompaniet |

### Idrottspluton
Kronobergs regemente var ett av de regementen som utbildade en så kallad idrottspluton. Detta var värnplikt anpassad för lovande idrottare där en stor del av dagprogrammet kunde läggas på fysisk träning och idrottsutövande. Därför kom flera kända idrottare genomföra sin värnpliktstjänstgöring vid regementet.

## Förläggningar och övningsplatser

### Förläggning
Regementet övade från 1778 på Kronobergshed norr om Alvesta. Den 1 november 1919 förlades regementet till ett nyuppfört kasernetablissement i Växjö. Den 11 november 1920 hölls en ceremoni över inflyttningen. Kasernetablissementet uppfördes efter 1901 års härordnings byggnadsprogram efter Kasernbyggnadsnämndens andra typritningsserie för infanterietablissemang. Ursprungligen uppfördes 65 byggnader genom regementets utveckling kom antalet byggnader till sist omfatta ett 100-tal byggnader. Från de gamla underofficersvillorna i öster till förråds- och verkstadsområdet i väster var det ett avstånd på cirka 1 kilometer. Kasernerna döptes under 1950-talet till Wrangel (kasern 1), Drake (kasern 2), Stenbock (kasern 3), Skytte (kasern 4), Cronman (kasern 5) och Horn (kasern 6). Efter att grundutbildningen upphörde vid regementet övergick förvaltningen av kasernetablissementet den 1 juli 1992 till Byggnadsstyrelsen som ställde kasernetablissementet till Statens invandrarverks förfogande som flyktingförläggning. Mellan den 24 augusti 1992 till årsskiftet 1993/1994 var drygt 1500 flyktingar från Jugoslavien förlagda till kasernerna. Den 14 december 1992 flyttade regementsstaben in i regementets sjukhus, vilket byggts om till ny stabsbyggnad.
De ursprungliga byggnaderna inom kasernetablissement har sedan regementets avveckling omformats till en företagsby, Företagsstaden I 11. På det gamla förråds- och verkstadsområdet i väster ligger köpcentrumet "Handelsplats I 11". Utanför kasernetablissementet, längs Storgatan, har anlagts en cirkulationsplats. I mitten av denna står idag en vaktkur i regementets färger samt en militärcykel för att påminna om områdets historia.

### Övningsplatser
Vid 1960-talets början hade regementet en längre tid varit i behov av ett större skjutfält som bättre svarade mot de behov förbandet hade för sin huvuduppgift att utbilda infanteribrigader. Vid denna tid hade regementet, förutom övningsfältet på Bokhultet, endast skjutfältet Notteryd strax utanför Växjö. Fältet köptes in och invigdes den 16 mars 1961.
Kronobergs regemente övade de flesta av sina utbildningsförband på Kosta skjutfält, som består av stenig barrskogsterräng. Detta trots att minst en av regementets infanteribrigader hade sin huvudsakliga krigsuppgift i en helt annan typ av terräng, nämligen på den skånska slätten mellan Trelleborg och Ystad.. Kosta skjutfält var Kronobergs regementes huvudsakliga övnings- och skjutfält fram till grundutbildningen upphörde våren 1992. Förvaltningen av skjutfältet kvarstod vid regementet fram till att försvarsområdesstaben och regementet avvecklades 1997.
Övningsfältet söder om kasernområdet, Bäckaslövsgärdet, är idag ett rekreationsområde som ansluter till Natura 2000-området och naturreservatet Bokhultet och Norra Bergundasjön. Notteryds skjutfält, öster om Växjö, har omvandlats till Notteryds naturreservat.

## Heraldik och traditioner
I samband med att Kronobergs regemente avvecklades genom försvarsbeslutet 1996 kom dess traditioner från den 1 december 1998 föras vidare av Kronobergsgruppen. Från den 1 juli 2013 är Kronobergsbataljonen inom Kalmar- och Kronobergsgruppen traditionsbärare för Kronobergs regemente och bevarar bland annat regementets fana, marsch och VB-bricka
Regementet hade flera datum som uppmärksammande på olika sätt. Den 6 juni, svenska flaggans dag, deltog regementet med fanvakt, musikkår och honnörskompani. Den 6 och 30 november högtidlighölls dödsdatumen för Gustav II Adolf och Karl XII. Den 11 november genomfördes den så kallade Elvadagen, en enkel ceremoni som hade instiftats av regementschefen Carl von Horn och erinrade om de soldater vid regementet som stupat i tjänst eller i krigstjänst efter den 1 september 1939.
Inför utbildning och rekrytering till NBG 11 gavs styrkan av sin Force Commander Stefan Andersson arbetsnamnet Team 11. Bakgrunden till namnet var dels för att den skulle stå färdig till år 2011 och dels för att hedra Kronobergs regemente (I 11) som var Stefan Anderssons hemmaförband. 

### Fälttåg
- Kriget mot Sigismund (1598–1599) [j]
- Andra polska kriget (1600–1629)
- Trettioåriga kriget (1630–1648)
- Torstensons krig (1643–1645)
- Nordiska krigen (1655–1661)
- Skånska kriget (1674–1679)
- Stora nordiska kriget (1700–1721)
- Sjuårskriget (1757–1762)
- Gustav III:s ryska krig (1788–1790)
- Första napoleonkriget (1805–1810)
- Finska kriget (1808–1809)
- Andra napoleonkriget (1813–1814)

### Förbandsfanor
Regementet har genom åren fört ett antal olika fanor. Den 6 juni 1956 överlämnades den sista fanan till regementet, fanan överlämnades av Chefen för armén Carl August Ehrensvärd. Den fanan ersatte 1893 års fana.

### Kamratförening
Vid Kronobergs regemente bildades 1938 kamratföreningen Kronobergs regemente kamratförening, vilken är en ideell förening och har som syfte att vara en länk och samlingsplats för anställda eller värnpliktiga som tjänstgjort vid Kronobergs regemente, vidare vårdar föreningen förbandets minne och traditioner. Kronobergs regemente kamratförening har tre lokalavdelningar, Kronobergs regementes kamratförenings lokalavdelning i Blekinge (Blekinge bataljon), Kronobergs regementes kamratförening i nordvästra Skåne och Kronobergs regementes granatkastarsällskap.

### Utmärkelsetecken
År 1971 instiftades Kronobergs regementes hedersmedalj i guld/silver/brons (KronobregGM/SM/BM) i 8:e storleken. Bandet är kluvet i gult, rött och gult. År 1997 instiftades Kronobergs regementes minnesmedalj (KronobregMSM).

## Förbandschefer
Regementschefer verksamma vid regementet åren 1627–1997. Regementets första befälhavare var Patrick Ruthven. Överste 1. graden Leif Fransson blev regementets siste chef som brigadproducerande regemente. Den 16 maj 1992 hölls en ceremoni över att grundutbildningen nu skulle upphöra vid regementet. Vid ceremonin närvarade bland andra Chefen för Armén Åke Sagrén, militärbefälhavaren Gustaf Welin samt landshövdingen Sten Wickbom.
- 1627–1630: Patrick Ruthven
- 1630–1638: Hans Drake
- 1638–1641: Adolf Hård
- 1641–1644: ???
- 1644–1658: Håkan Nilsson Skytte
- 1658–1660: ???
- 1660–1667: Bertil Nilsson Skytte
- 1667–1677: Henrik von Vicken
- 1677–1678: Georg Anton Brakel [29]
- 1678–1696: Abraham Cronhjort
- 1696–1703: Gustaf Heidenfelt
- 1703–1706: Gabriel Lilliehöök   †
- 1706–1709: Johan Cronman  (tillfångatagen)
- 1709–1714: Nils Hästesko (Tf.)
- 1714–1717: Swen Lagerberg
- 1718–1722: Eberhard Bildstein
- 1722–1727: Johan Cronman
- 1727–1746: Eberhard Bildstein
- 1746–1765: Berndt Wilhelm von Liewen
- 1765–1772: Per Scheffer
- 1772–1777: Otto Wilhelm von Rosen
- 1777–1782: Salomon Hederstierna
- 1782–1812: Carl Axel Strömfelt
- 1812–1816: Elof Rosenblad
- 1816–1824: Erland Hederstierna
- 1824–1856: Carl Henrik Wrede
- 1856–1862: Georg Miles Fleetwood
- 1862–1873: Gustaf Reinhold Weidenhielm
- 1873–1878: Otto af Klint
- 1878–1889: Claes Kreüger
- 1889–1898: Henrik Esaias Anton Carl Rappe
- 1898–1905: Johan Gustaf Wikander
- 1905–1920: Gösta Hyltén-Cavallius
- 1920–1924: Gustaf Ros
- 1924–1928: Erik Nordenskjöld
- 1928–1932: Erik Grafström
- 1932–1937: Per Erlandsson
- 1937–1941: Gösta Hahr
- 1941–1946: Sven Allstrin
- 1946–1950: Gustaf Källner
- 1950–1957: Carl von Horn
- 1957–1967: Thor Cavallin
- 1967–1972: Lennart Löfgrén
- 1972–1974: Per-Hugo Winberg
- 1974–1977: Bertil Malgerud
- 1977–1980: Per-Hugo Winberg
- 1980–1983: Sven Skeppstedt
- 1983–1988: Finn Werner
- 1988–1989: Björn Swärdenhem
- 1989–1992: Leif Fransson
- 1993–1993: Inge Sandahl (Tf.)
- 1994–1997: Jan Hyltén-Cavallius
- 1997–1997: Inge Sandahl (Tf.)

## Namn, beteckning och förläggningsort
| Kungl. Kronobergs regemente                                               | 1623-04-16 | – | 1709-07-01 |
| Kungl. Kronobergs regemente                                               | 1709-??-?? | – | 1974-06-30 |
| Kungl. Kronobergs regemente och försvarsområde samt Kalmar försvarsområde | 1974-07-01 | – | 1974-12-31 |
| Kronobergs regemente och försvarsområde samt Kalmar försvarsområde        | 1975-01-01 | – | 1990-06-30 |
| Kronobergs regemente och försvarsområde                                   | 1990-07-01 | – | 1992-06-30 |
| Kronobergs regemente                                                      | 1992-07-01 | – | 1997-06-30 |

| № 11          | 1816-03-26 | – | 1914-09-30 |
| I 11          | 1914-10-01 | – | 1974-06-30 |
| I 11/Fo 16/18 | 1974-07-01 | – | 1990-06-30 |
| I 11/Fo 16    | 1990-07-01 | – | 1992-06-30 |
| Fo 16         | 1992-07-01 | – | 1994-06-30 |
| I 11/Fo 16    | 1994-07-01 | – | 1997-12-31 |

| Kronobergshed 56°58′31″N 14°33′58″Ö / 56.97528°N 14.56611°Ö (Ö) | 1778–??-?? | – | 1920-??-?? |
| Växjö garnison (F)                                              | 1919-11-11 | – | 1997-12-31 |
| Karlskrona garnison/Gräsvik (D)                                 | 1928-01-01 | – | 1939-09-30 |
| Kosta skjutfält (Ö)                                             | 1971-03-16 | – | 1997-12-31 |
| Notteryds skjutfält (Ö)                                         | 19??-??-?? | – | 1992-06-30 |

## Framstående personer vid regementet
- Erik von Boisman – stabskapten vid regementet och deltagare i Pommerska kriget
- Swen Lagerberg – överste i armén, överstelöjtnant vid regementet och chef för detachementet i Karlskorna

## Kända personer som gjort värnplikt på I 11
- Vilhelm Moberg[30], värnplikt 1921
- Ingvar Kamprad[källa behövs]
- Anders Linderoth, värnplikt 1970–1971
- Martin Dahlin, värnplikt 1988[31]
- Andreas och Thomas Ravelli, värnplikt 1978–1979
- Joe Labero[källa behövs]
- Anders Limpar, värnplikt, idrottskompaniet 1984[källa behövs]

## Galleri

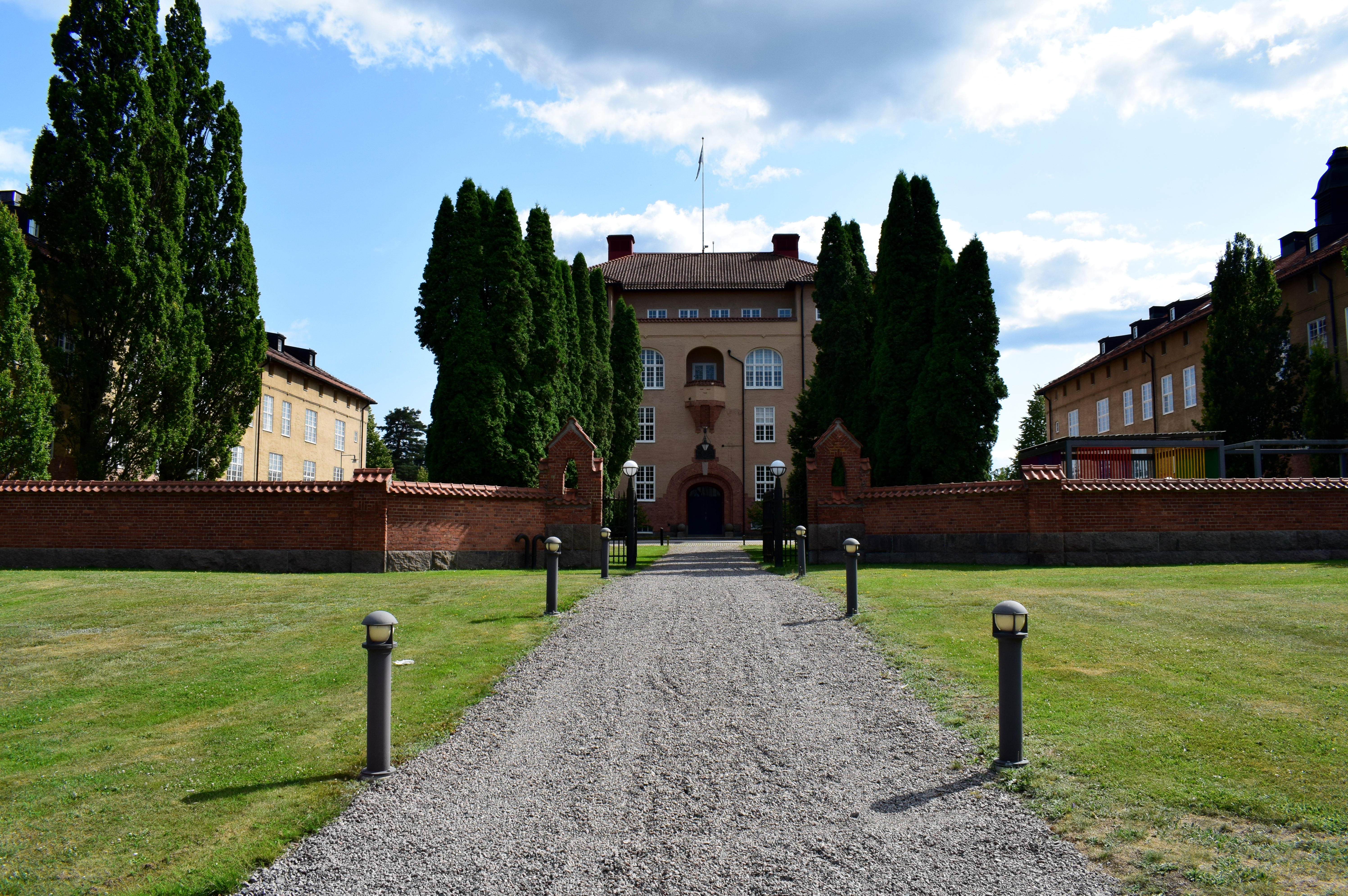
Kanslihuset vid Kronobergs regemente.
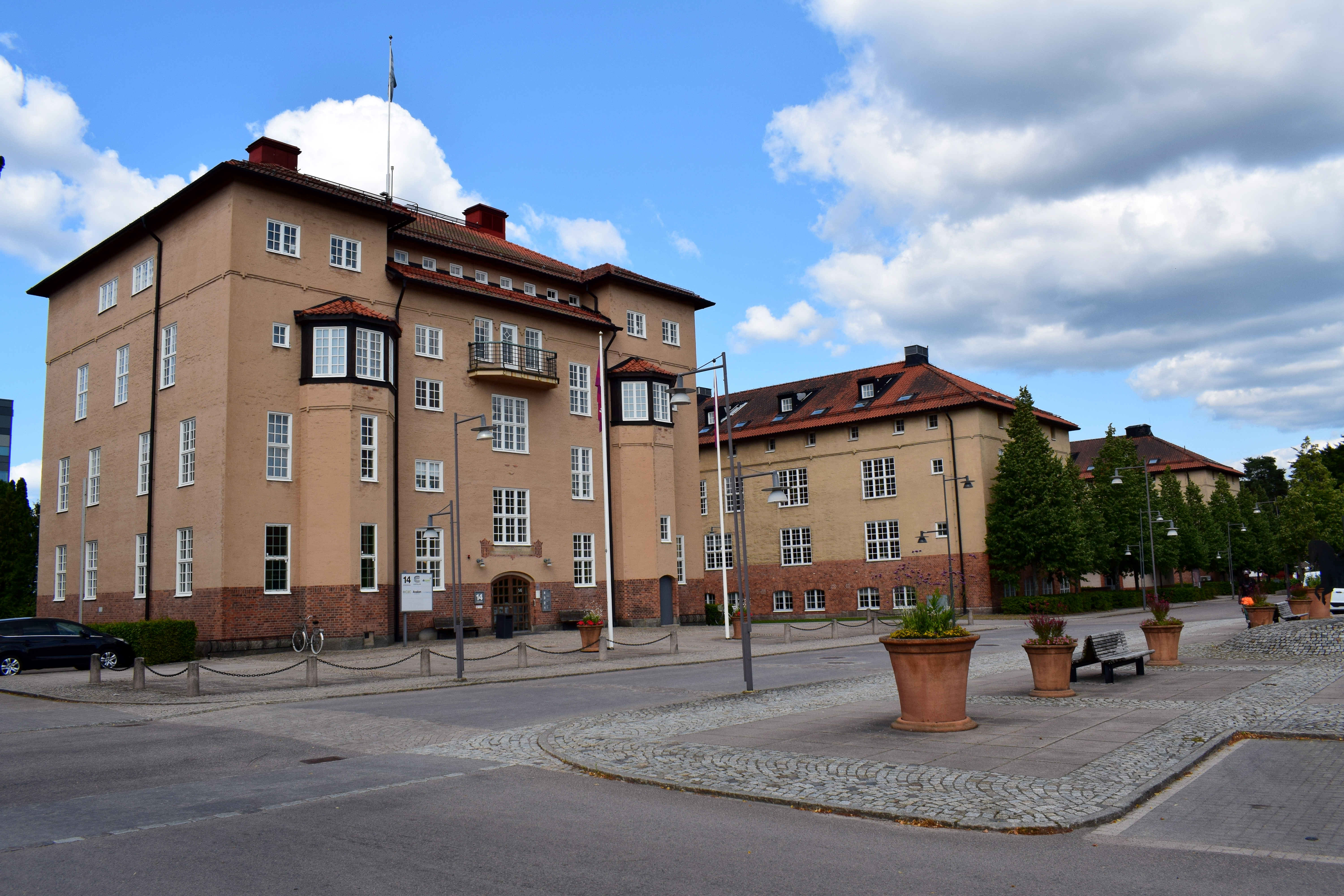
Kanslihuset vid Kronobergs regemente.
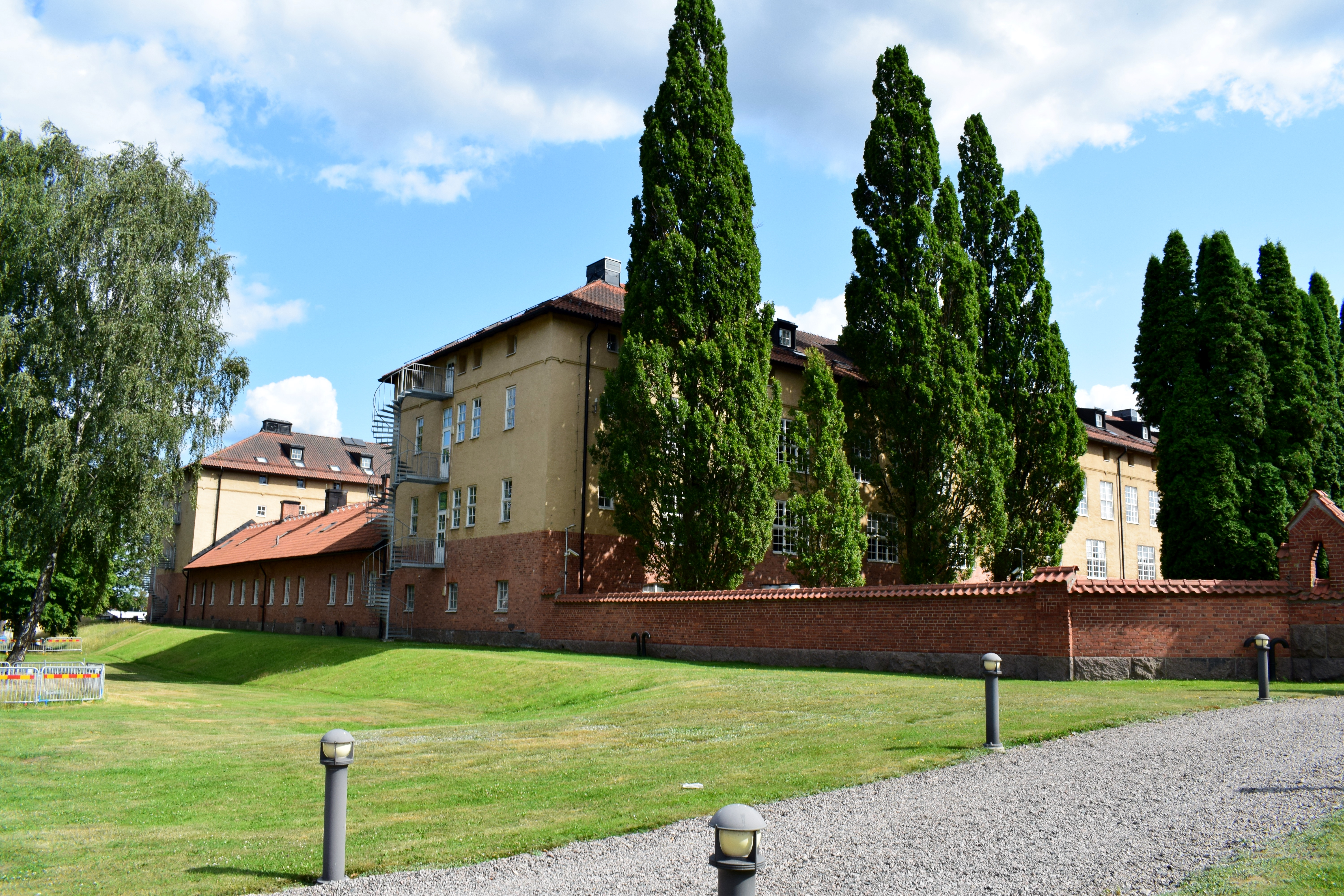
Kaserner vid Kronobergs regemente.
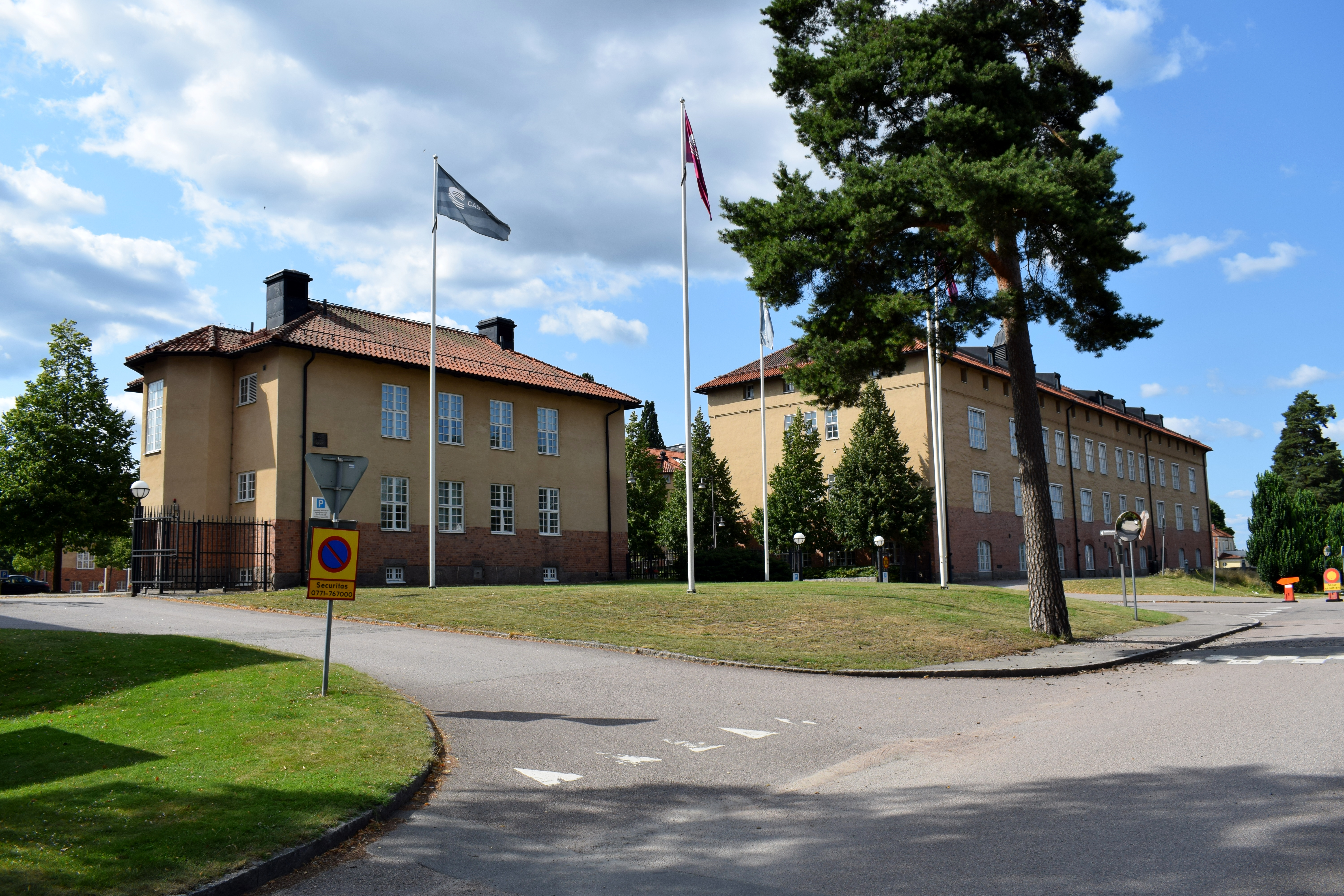
Kasernvakten till vänster samt kasern till höger vid Kronobergs regemente.
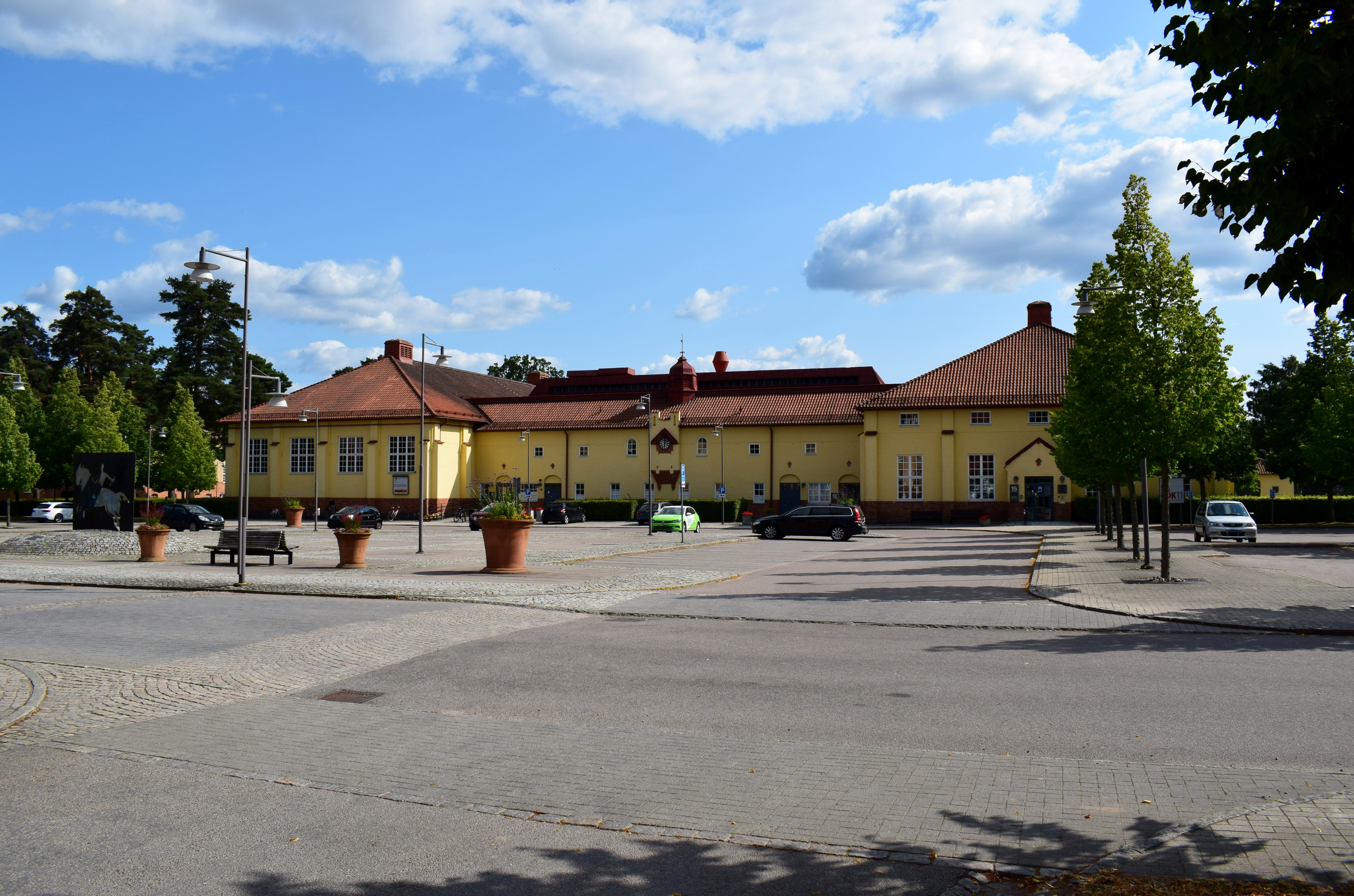
Matsalsbyggnaden vid Kronobergs regemente.
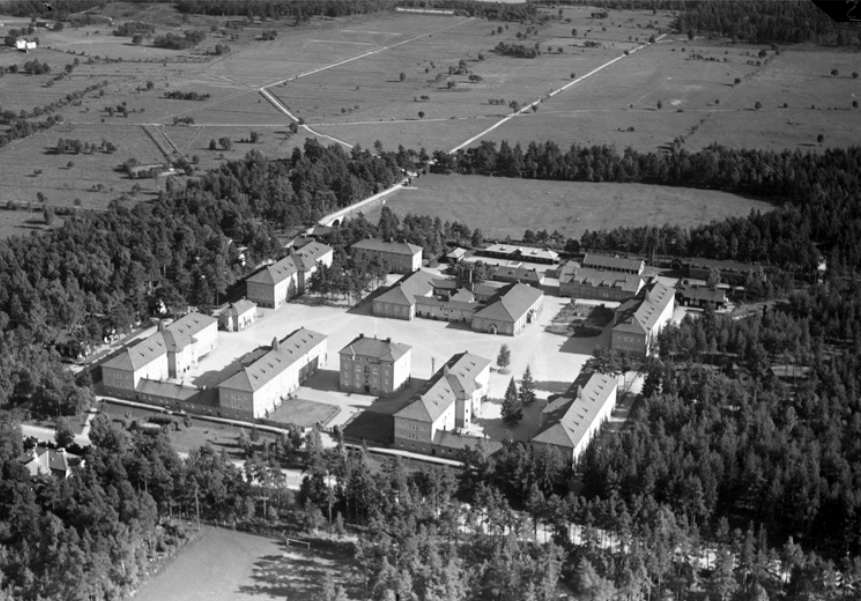
Vy från 1936 över Kronobergs regementes kaserner.
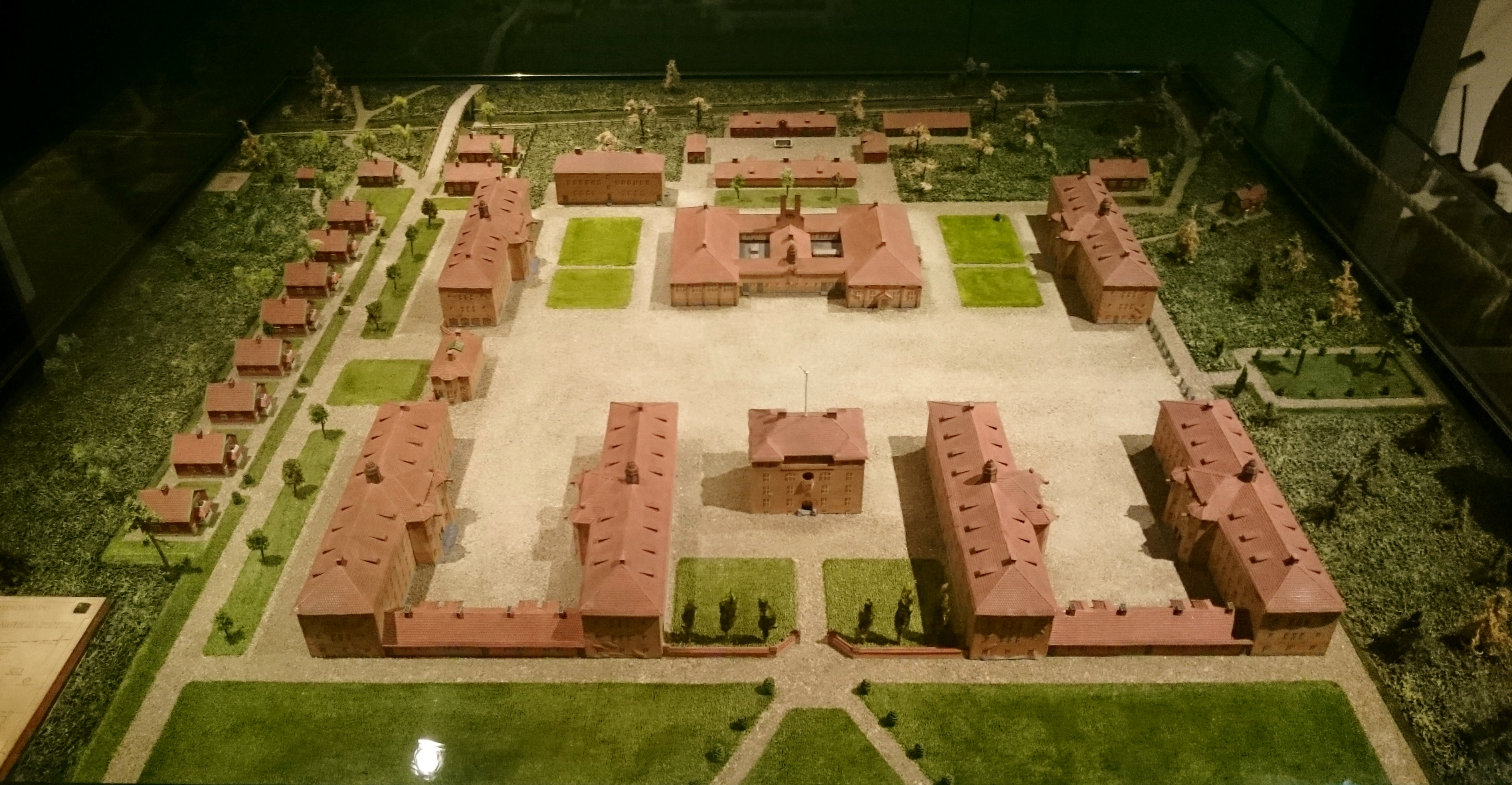
Modell i skala 1:200 över regementets kasernområde vid Armémuseum.
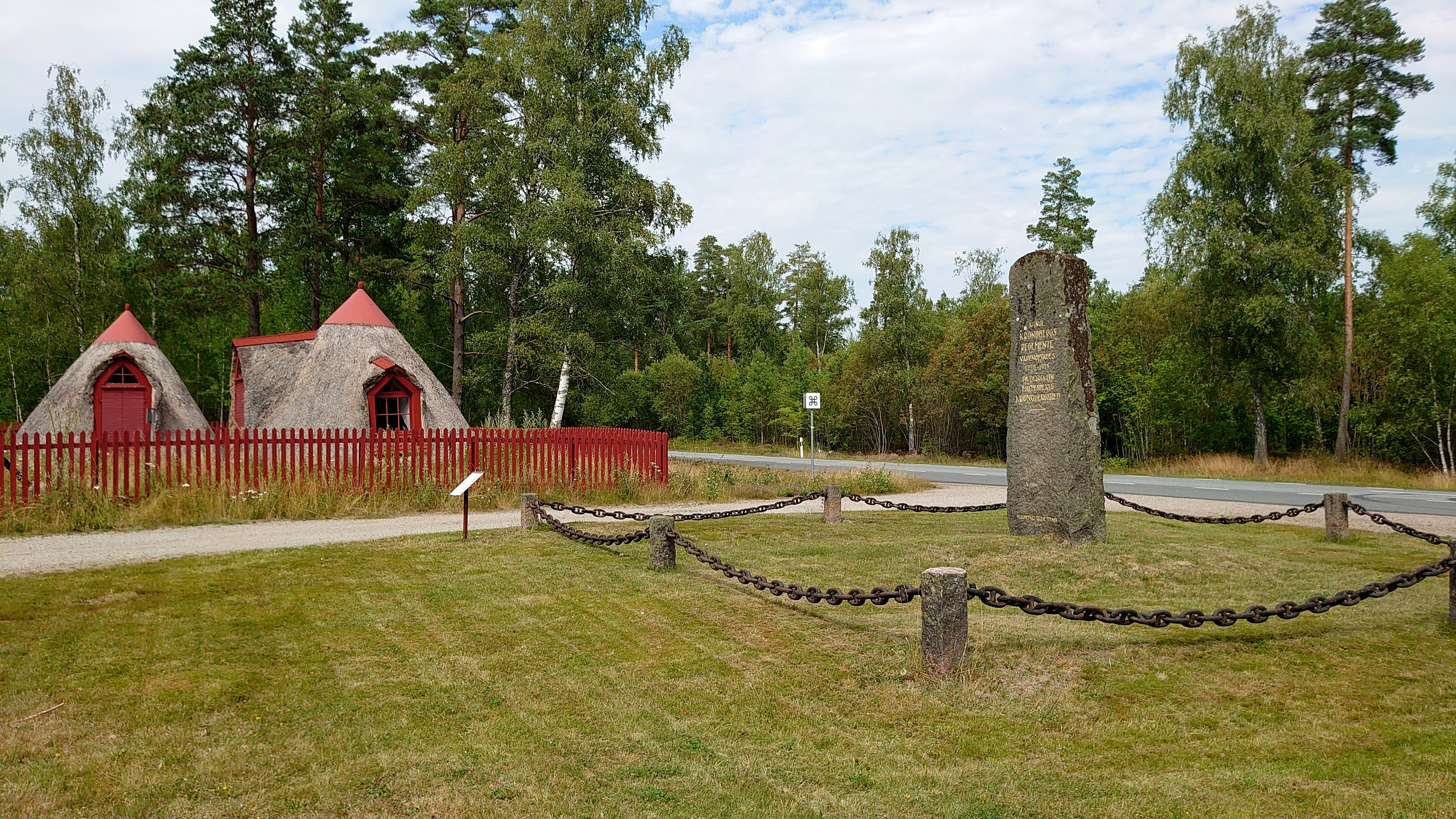
Minnessten över regemetets tid vid Kronobergshed.
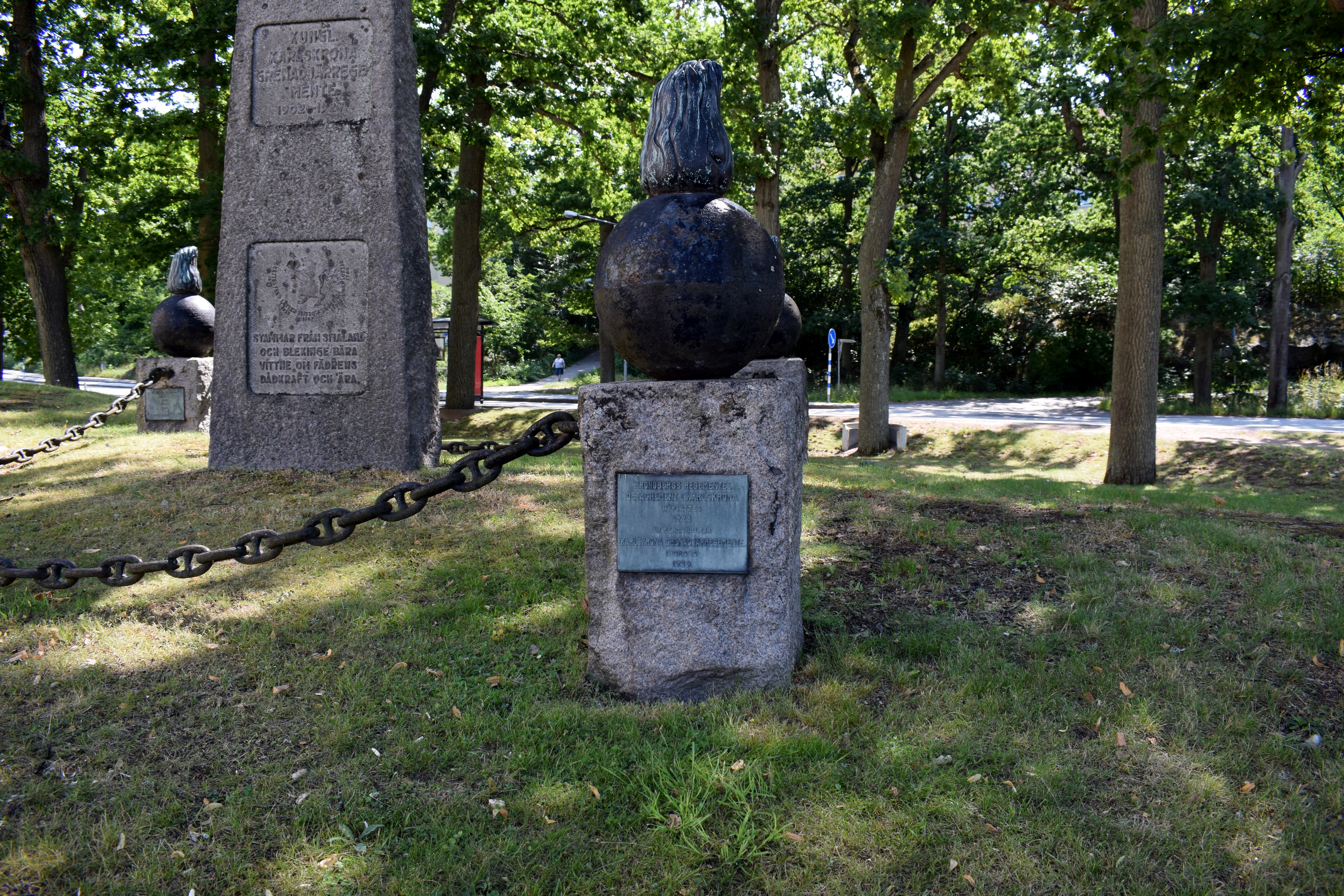
Minnessten över Kronobergs regementets detachement i Karlskrona. Till vänster i bild syns minnesstenen över Karlskrona grenadjärregemente.
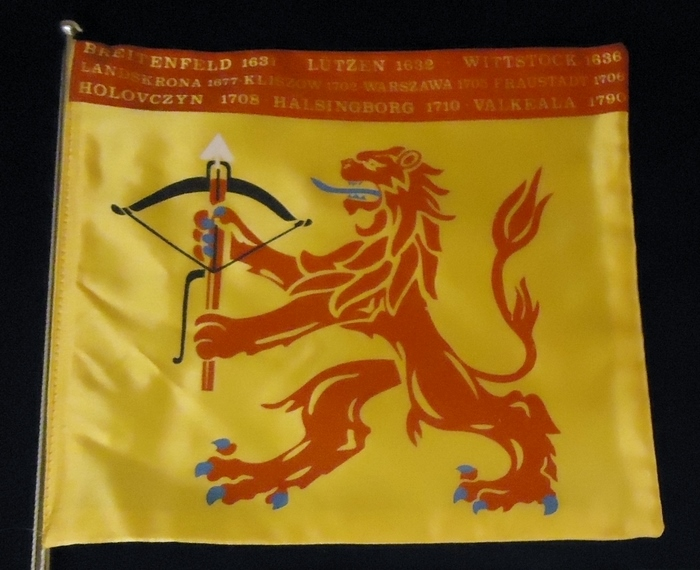
Fana m/1956.
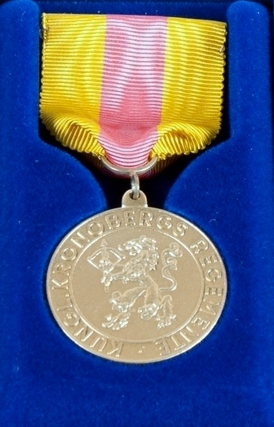
Kronobergs regementes hedersmedalj i guld.
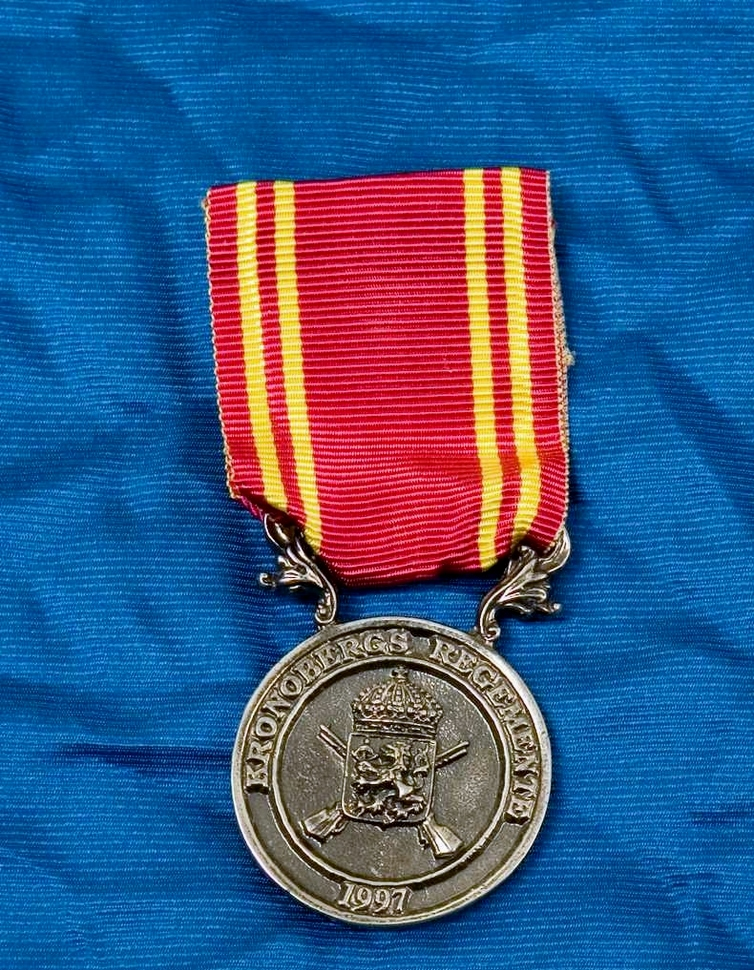
Kronobergs regementes minnesmedalj i silver.
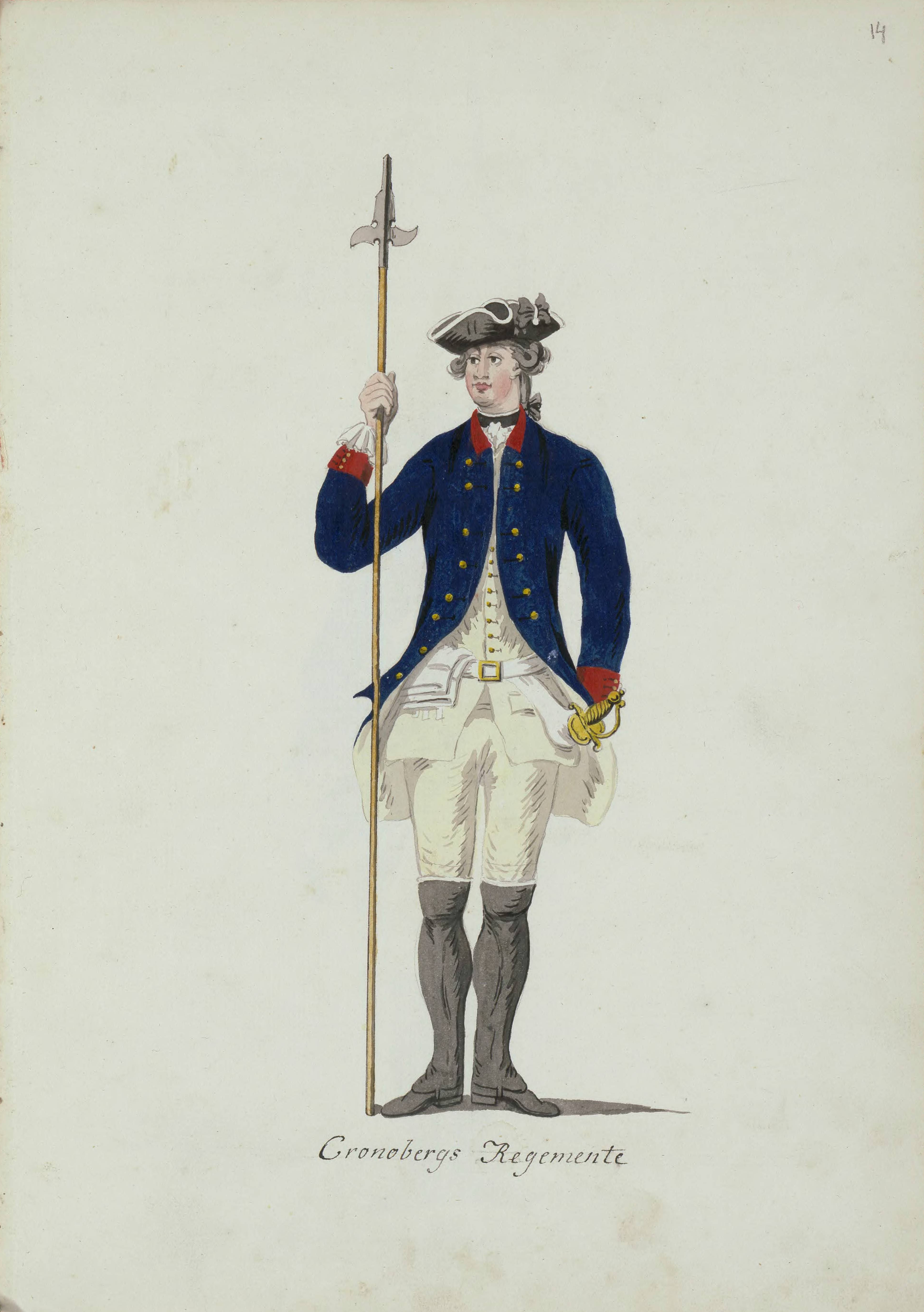
Uniform m/1765.
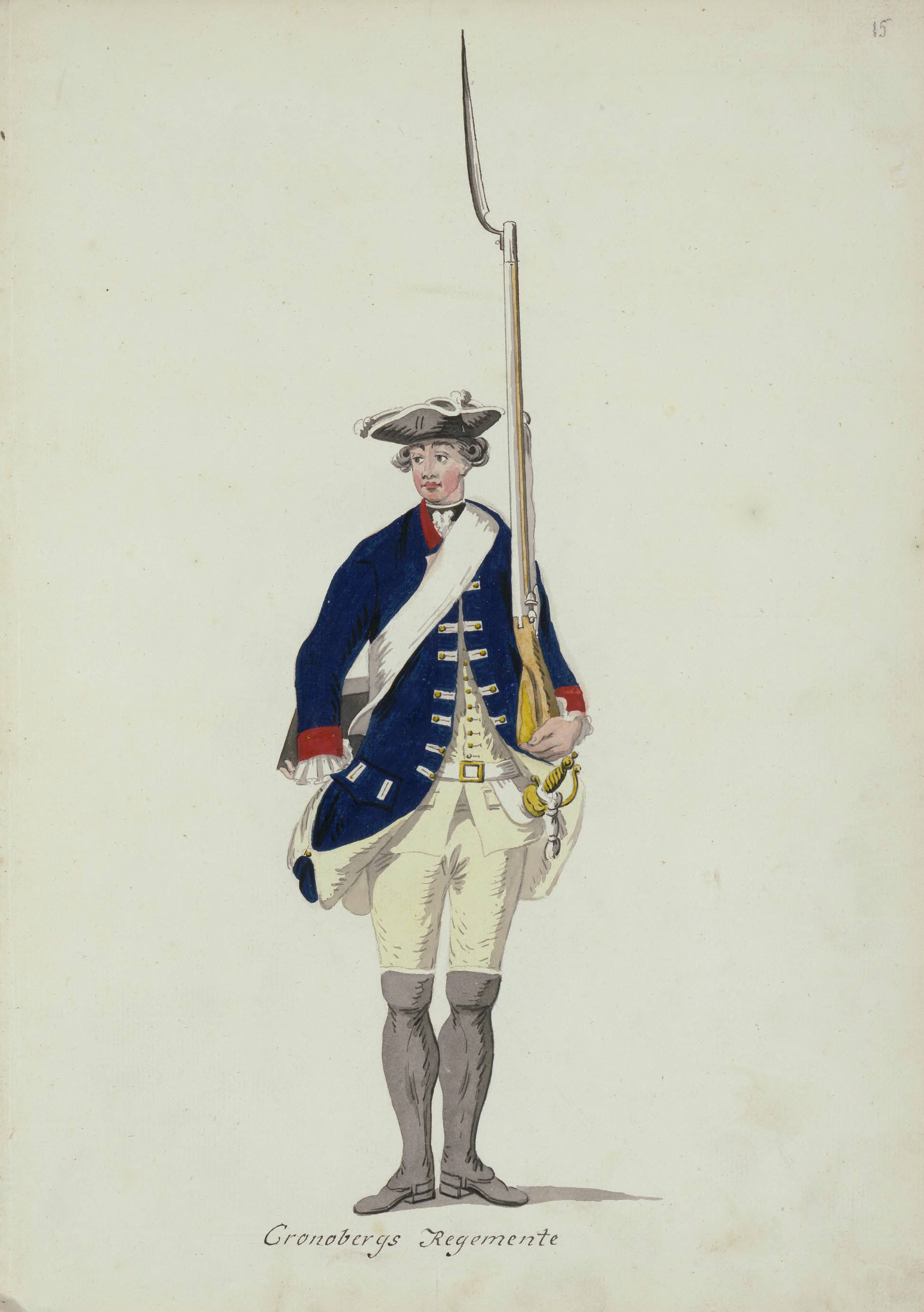
Uniform m/1765.
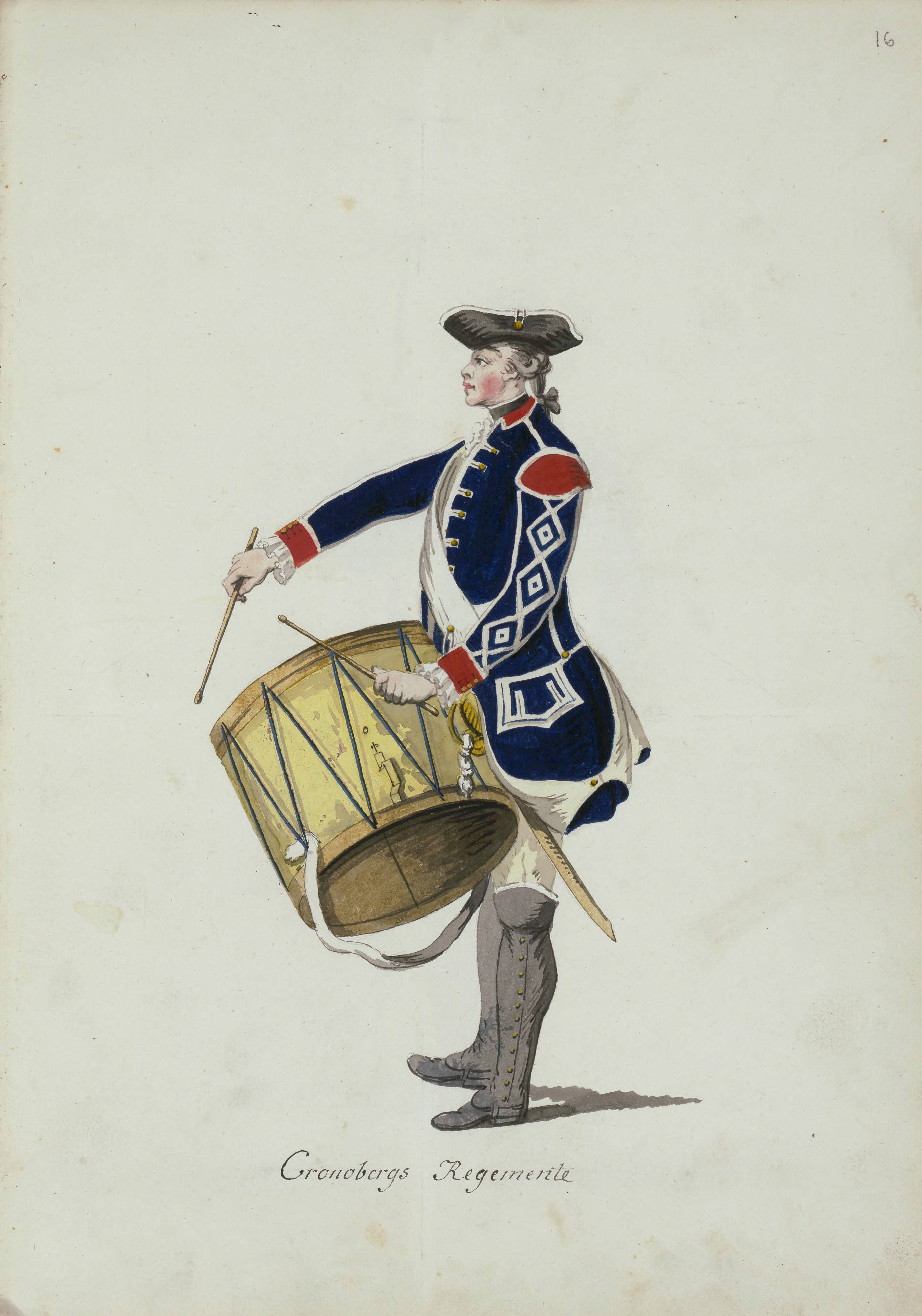
Uniform m/1765.
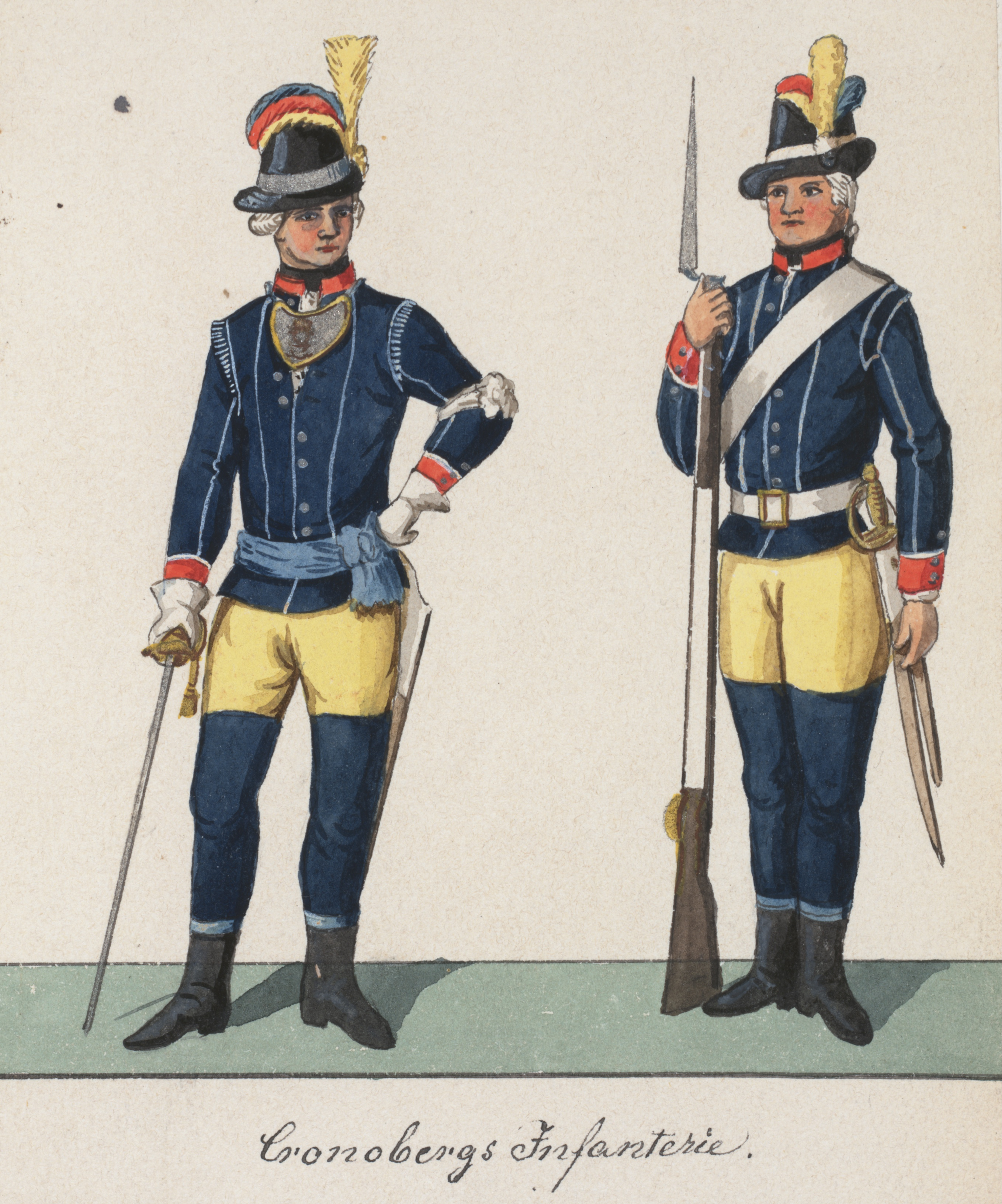
Uniform m/1779.